# He Ping
He Ping (en chino, 何平; pinyin, Hé Píng) (Shanxi, China, octubre de 1957 - 10 de enero de 2023) fue un director de cine chino cuya filmografía consiste principalmente en un género híbrido entre el Western y el wuxia.
He es de la etnia Manchú, y sus ancestros fueron miembros de los Estandartes azules. Su madre protagonizó el primer largometraje de la era comunista, en la película Bridge (1949).

## Filmografía
- Swordsman in Double Flag (双旗镇刀客, Shuang-Qi-Zhen daoke) (1991)
- Red Firecracker, Green Firecracker (炮打双灯, Pao Da Shuang Deng) (1994)
- Sun Valley (日光峡谷, Ri guang xia gu) (1995)
- Guerreros del cielo y de la tierra (天地英雄, Tian di ying xiong) (2004)

## Premios y distinciones
Festival Internacional de Cine de San Sebastián
| Año  | Categoría                   | Película                    | Resultado |
| ---- | --------------------------- | --------------------------- | --------- |
| 1994 | Mención Especial del Jurado | Pólvora roja, pólvora verde | Ganador   |